# Розіна Дафтер
Розіна Дафтер (уроджена Фіттон), FRAS (15 березня 1875 — 9 червня 1959) — астроном і перша австралійка, яка стала членом Королівського астрономічного товариства. Вона відкрила комету Понс-Віннеке в 1927 році і була відповідальною за виявлення раніше неспостережуваних змінних зірок у сузір'ї Кіля.

## Життя
Дафтер народилася в Лондоні в родині Маргарет і Річарда Фіттон, виробників піаніно. Здобула освіту в Свято — Троїцькій церковній школі в Лондоні і почала працювати в якості дизайнера одягу до її шлюбу з Джоном Альбертом Дафтером 20 листопада 1898 р. Пара переїхала до Австралії в 1910 році і оселилася в Нортгейті разом зі своїми двома прийомними синами, які були торговцями.
Хоча Розіна виявляла інтерес до зірок з дитинства і вивчала математику як хобі, це не було її професією, але після переїзду до Австралії вона почала самотужки вивчати астрономію.
У 1923 році Дафтер була обрана членом Британської астрономічної асоціації, яка мала відділення в Новому Південному Уельсі. Вона була австралійським спостерігачем для Асоціації протягом трьох десятиліть, а також була членом Новозеландської Астрономічної Асоціації та Американської Асоціації спостерігачів зі змінними зірками.
Дафтер зібрала дані для Брисбена в рамках великого дослідницького проекту, в якому брали участь Broken Hill і Японія, які мали на меті отримати одночасно фотометричні дані по трьом сайтам.
Також Розіна Дафтер надавала деталі астрономічних подій місцевим газетам, проводила публічні доповіді з астрономії і її статті публікувалися в численних журналах.
Дафтер померла у 1959 році.